# Sowerbys näbbval
Sowerbys näbbval (Mesoplodon bidens) är en art i familjen näbbvalar. Den förekommer främst i norra Atlanten,  föredrar djup på mellan 500 och 2000 meter och blir upp till 5,5 meter lång. Arten var den första i släktet som beskrevs vetenskapligt, vilket skedde först 1804 av den brittiska zoologen James Sowerby, som också fått ge arten dess trivialnamn.

## Systematik
Sowerbys näbbval var den första arten inom släktet Mesoplodon som beskrevs. James Sowerby, en brittisk zoolog och konstnär beskrev den 1804 utifrån en skalle från en hane som strandat i Moray Firth i Skottland år 1800. Sowerby gav den artepitetet bidens, utifrån de två signifikanta tänderna i överkäken, vilket senare visade sig vara ett typiskt drag inom släktet.

## Utseende och anatomi

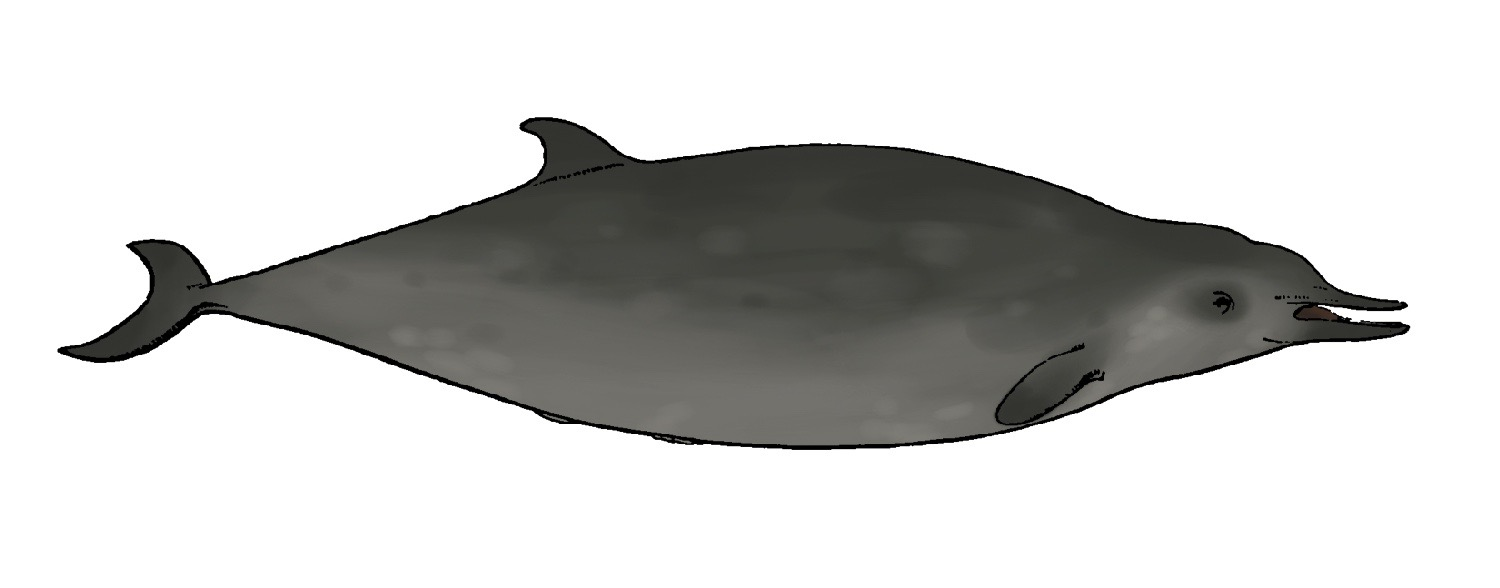
Profil av en vuxen hona.

Sowerbys näbbval är långsmal och den har en medellång näbbliknande mun. Hanen har en kroppslängd på upp till 5,5 meter och honan upp till 5 meter och den väger 1 000–1 500 kg. Dess kroppsform är ganska typisk för valarna inom släktet och den särskiljs främst på placeringen av hanens båda tänder som sitter långt bak i gommen. Ovansidan är mörkblå eller mörkgrå medan undersidan är ljusare.  Vuxna hannar har två förlängda tänder i underkäken som är synliga utanför munnen. Honor har också dessa  tänder, men dessa är inte lika långa. Sowerbys näbbval har små bröstfenor och en liten ryggfena som, liksom hos alla näbbvalar, sitter långt bak på kroppen. Den stora stjärtfenan har en böjd kant och är inte kluven.

## Utbredning
Valen förekommer i norra Atlanten och utbredningsområdet sträcker sig från Labrador och New England i väst till Norge och Madeira i öst. De vistas ibland i Nordsjön och kanske även i Medelhavet. I förhållande till andra näbbvalar strandar den oftare. Fram till 2015 hade ungefär 150 individer strandat (de flesta vid Brittiska öarna), varför arten är mer känd än andra näbbvalar. 

### Förekomst i Sverige
Ett exemplar, en 3,4 meter lång hona hittades död utanför Karlshamn 2015. Sommaren 2019 strandade tre exemplar i Åbyfjorden i Bohuslän, som hjälptes loss men senare återfanns en individ död. I juli 2020 simmade en hane in i en småbåtshamn i Öckerö kommun, men den var mycket illa medtagen och avlivades därför. Både Sowerbys näbbvalen som dog 2015, de tre som dog 2019 och den som dog 2020 undersöktes efter döden av Statens veterinärmedicinska anstalt, och Naturhistoriska riksmuseet. 

## Ekologi[6]
Levande individer observeras mycket sällan. Arten lever huvudsakligen i öppet hav och föredrar djup på mellan 500 och 2000 meter. Angående deras sociala beteende finns olika uppgifter. De syns ibland i par och även strandningar av par är dokumenterade men det förekommer även grupper av tre till tio individer. Hannar känns lätt igen genom deras sår på rygg och sidorna. Dessa sår uppstår under strider för att få para sig. Enligt olika iakttagelser dyker de 10 till 15 minuter och det antas att de kan stanna längre under vattenytan. Födan utgörs huvudsakligen av fisk som lever vid havets botten. De har sedan 2010 observerats oftare i skandinaviska vatten, orsaken till detta är inte känt.

## Hot och status
Under tiden med intensivt valfångst i norra Atlanten blev endast ett fåtal exemplar av Sowerbys näbbval dödade då arten var så sällsynt. Fångst är dokumenterade från Newfoundland, Island och Barents hav. Några exemplar fastnar i fiskenät och drunknar. Populationsstorleken har inte kunnat uppskattas och på grund av kunskapsbrist har IUCN inte kunnat ge valen någon bevarandestatus.